# Oceanides delicatus
Oceanides delicatus är en insektsart som beskrevs av Robert L. Usinger 1942. Oceanides delicatus ingår i släktet Oceanides och familjen fröskinnbaggar. Inga underarter finns listade i Catalogue of Life.